# 榎園実穂

榎園 実穂（えのきぞの みほ、1987年10月4日 - ）は、日本の女優。リコモーション所属を経て、2015年現在 キューブ 所属。2018年現在退社。血液型B型。
1999年（平成11年）後期NHK朝の連続テレビ小説『あすか』で、ヒロインの少女時代を演じたことで広く知られる。

## 経歴
ジュニアオリンピック出場を目指し、幼稚園生の頃はスイミングスクールに通っていた。しかし、中耳炎にかかって聴力が低下したことにより、断念する。
新聞の折り込みチラシを見た祖母が子役に関心を持ったことがきっかけで、小学1年生の時に児童劇団のオーディションを受け、合格。小学3年生の時にモデルクラブに移籍し、近畿日本鉄道の「まるとく切符」のCMや大阪ガスのポスターに出演する。
小学6年生の時、5万6,000人の応募があった『あすか』のオーディションに合格。竹内結子が演じるヒロインの少女時代を演じ、注目を集めた。『あすか』終了後に、NHKの関係者の紹介でリコモーションに移籍する。

## 出演

### テレビ番組
- NHK朝の連続テレビ小説（NHK）
  - あすか（1999年 - 2000年）宮本あすか、速田いつか役
  - てっぱん（2011年2月）リエ（音大生）役
  - カーネーション（2012年2月11日）（妊婦の客）役
- ドラマ30（毎日放送）
  - ふしぎな話 ゴーストティーチャー（2000年8月）
  - いのちの現場から7（2001年）
  - 京都へおこしやす!（2008年1月）菊乃役
- 「Teacups」（2001年、テレビ東京）小原奈々役
- 安楽椅子探偵 ON AIR（2006年3月、ABC）みやび役
- 土曜ナイトドラマ 桜2号（2006年10月28日 - 、ABC）松山由美役
- 新・はんなり菊太郎〜京・公事宿事件帳〜（2007年、NHK）
- ありがとう、オカン（2008年10月、関西テレビ）
- 金曜ナイトドラマ メイド刑事（2009年8月21日、テレビ朝日）
- 木曜ミステリー　おみやさん 第8シリーズ 第3話（2011年5月12日、テレビ朝日、東映）
- 土曜ワイド劇場 ミステリー作家六波羅一輝の推理2 京都・陰陽師の殺人（2012年4月21日、ABC）文菊(舞妓)役

### ラジオドラマ
- 『幻坂』〜 「逢坂」前・後編（NHK-FM、2014年3月6、7日）- ひとみ 役

### テレビCM
- 松本引越センター（2000年 - 2002年）